# WTA Elite Trophy 2016 – ženská dvouhra
Ženská dvouhra WTA Elite Trophy 2016 probíhala na počátku listopadu 2016. Do singlové soutěže čuchajského tenisového turnaje nastoupilo dvanáct hráček, které obdržely pozvání od organizátorů po splnění kvalifikačních kritérií. Obhájkyní titulu byla americká tenistka Venus Williamsová, která do turnaje nezasáhla, ačkoli splnila podmínky účasti. Stejně jako další odhlášená Caroline Wozniacká, nehrající pro zranění nohy, ukončila předčasně sezónu již v říjnu.
Vítězkou se stala turnajová trojka a česká tenistka Petra Kvitová, jež ve finále přehrála čtvrtou nasazenou Elinu Svitolinovou za necelou 1 hodinu a 10 minut výsledkem 6–4 a 6–2, když v turnaji neztratila jediný set. V úvodní sadě přitom už Češka prohrávala 1–4 na gemy, ale pěti hrami v řadě otočila vývoj sady ve svůj prospěch a zvítězila v ní 6–4. Ve druhém setu dokázala vzít soupeřce třikrát podání, a přestože o jedno své přišla, zvítězila v něm 6–2 a ovládla celé utkání. V sedmém vzájemném utkání se Svitolinovou tak triumfovala pošesté, když na sebe během necelých čtyř měsíců narazily počtvrté, přičemž Kvitová vždy v těchto utkáních vyhrála bez ztráty setu.
V probíhající sezóně si připsala po triumfu v jiném čínském městě Wu-chanu druhé turnajové vítězství, které představovalo devatenáctý singlový titul na okruhu WTA Tour.
Při slavnostním ceremoniálu řekla: „Čína je pro mě šťastná, odehrála jsem tu další povedený turnaj. WTA Elite Trophy je skvělá akce a já tu prožila úžasný týden.“

## Nasazení hráček
1. Johanna Kontaová (semifinále, 240 bodů, 206 000 USD)
2. Carla Suárezová Navarrová (odstoupila, 0 bodů, 0 USD)
3. Petra Kvitová (vítězka, 700 bodů, 655 000 USD)
4. Elina Svitolinová (finalistka, 440 bodů, 345 000 USD)
5. Roberta Vinciová (základní skupina, 80 bodů, 41 000 USD)
6. Timea Bacsinszká (základní skupina, 160 bodů, 115 500 USD)
7. Jelena Vesninová (základní skupina, 160 bodů, 115 500 USD)
8. Samantha Stosurová (základní skupina, 80 bodů, 41 000 USD)
9. Barbora Strýcová (základní skupina, 160 bodů, 115 500 USD)
10. Kiki Bertensová (základní skupina, 80 bodů, 41 000 USD)
11. Caroline Garciaová (základní skupina, 160 bodů, 115 500 USD)
12. Čang Šuaj (semifinále, 240 bodů, 206 000 USD)

## Náhradnice
1. Tímea Babosová (základní skupina, 80 bodů, 41 000 USD, nahradila Carlu Suárezovou Navarrovou)

## Soutěž
| Legenda                                                       |                                                                        |                                                   |
| - Q – kvalifikant - WC – divoká karta - LL – šťastný poražený | - Alt – náhradník - SE – zvláštní výjimka - PR/SR – žebříčková ochrana | - w/o – bez boje - r – skreč - d – diskvalifikace |

### Finálová fáze
|  | Semifinále | Semifinále        | Semifinále    | Semifinále | Semifinále |           |   | Finále            | Finále | Finále | Finále | Finále |
|  |            |                   |               |            |            |           |   |                   |        |        |        |        |
|  | 1          | Johanna Kontaová  | 6             | 1          | 4          |           |   |                   |        |        |        |        |
|  | 4          | Elina Svitolinová | 2             | 6          | 6          |           |   |                   |        |        |        |        |
|  | 4          | Elina Svitolinová | 2             | 6          | 6          |           | 4 | Elina Svitolinová | 4      | 2      |        |        |
|  |            |                   |               |            |            |           | 4 | Elina Svitolinová | 4      | 2      |        |        |
|  |            | 3                 | Petra Kvitová | 6          | 6          |           |   |                   |        |        |        |        |
|  | 12/WC      | 3                 | Petra Kvitová | 6          | 6          | Čang Šuaj | 2 | 2                 |        |        |        |        |
|  | 12/WC      |                   |               |            |            | Čang Šuaj | 2 | 2                 |        |        |        |        |
|  | 3          | Petra Kvitová     | 6             | 6          |            |           |   |                   |        |        |        |        |

### Azalková skupina
|     |                    | Kontaová | Stosurová | Garciaová | Zápasy | Sety        | Hry          | Pořadí |
| 1.  | Johanna Kontaová   |          | 6–4, 6–2  | 6–2, 6–2  | 2–0    | 4–0 (100 %) | 24–10 (71 %) | 1.     |
| 8.  | Samantha Stosurová | 4–6, 2–6 |           | 4–6, 3–6  | 0–2    | 0–4 (0 %)   | 13–24 (35 %) | 3.     |
| 11. | Caroline Garciaová | 2–6, 2–6 | 6–4, 6–3  |           | 1–1    | 2–2 (50 %)  | 16–19 (46 %) | 2.     |

### Kaméliová skupina
|         |                  | Babosová  | Bacsinszká | Čang      | Zápasy | Sety        | Hry          | Pořadí |
| 13./Alt | Tímea Babosová   |           | 4–6, 2–6   | 6–72, 4–6 | 0–2    | 0–4 (0 %)   | 16–25 (39 %) | 3.     |
| 6.      | Timea Bacsinszká | 6–4, 6–2  |            | 1–6, 1–6  | 1–1    | 2–2 (50 %)  | 14–18 (44 %) | 2.     |
| 12./WC  | Čang Šuaj        | 7–62, 6–4 | 6–1, 6–1   |           | 2–0    | 4–0 (100 %) | 25–12 (68 %) | 1.     |

### Pivoňková skupina
|    |                  | Kvitová  | Vinciová | Strýcová | Zápasy | Sety        | Hry          | Pořadí |
| 3. | Petra Kvitová    |          | 6–1, 6–2 | 6–1, 6–4 | 2–0    | 4–0 (100 %) | 24–8 (75 %)  | 1.     |
| 5. | Roberta Vinciová | 1–6, 2–6 |          | 4–6, 3–6 | 0–2    | 0–4 (0 %)   | 10–24 (29 %) | 3.     |
| 9. | Barbora Strýcová | 1–6, 4–6 | 6–4, 6–3 |          | 1–1    | 2–2 (50 %)  | 17–19 (47 %) | 2.     |

### Růžová skupina
|     |                   | Svitolinová   | Vesninová | Bertensová    | Zápasy | Sety       | Hry          | Pořadí |
| 4.  | Elina Svitolinová |               | 6–4, 6–2  | 2–6, 6–4, 6–2 | 2–0    | 4–1 (80 %) | 26–18 (59 %) | 1.     |
| 7.  | Jelena Vesninová  | 4–6, 2–6      |           | 6–4, 7–65     | 1–1    | 2–2 (50 %) | 19–22 (46 %) | 2.     |
| 10. | Kiki Bertensová   | 6–2, 4–6, 2–6 | 4–6, 65–7 |               | 0–2    | 1–4 (20 %) | 22–27 (45 %) | 3.     |